# Mountain House (comté de San Joaquin, Californie)
Mountain House est une ville du comté de San Joaquin, dans l'État de Californie, aux États-Unis,. En 2020, elle compte une population de 24 499 habitants.